# Плювака, Владимир Алексеевич
Владимир Алексеевич Плювака — советский хозяйственный, государственный и политический деятель.

## Биография
Родился в 1937 году в посёлке Тарасовка. Член КПСС.
С 1957 года — на хозяйственной, общественной и политической работе. В 1957—1997 гг. — шахтер, проходчик, бригадир-проходчик шахтоуправления «Луганское» производственного объединения «Луганскуголь».
За большой личный вклад в увеличение добычи угля был в составе коллектива удостоен Государственной премии СССР за выдающиеся достижения в труде 1986 года.
Умер в посёлке Веселая Тарасовка ДНР в 2021 году.